# Poecilostachys oplismenoides
Poecilostachys oplismenoides là một loài thực vật có hoa trong họ Hòa thảo. Loài này được (Hack.) Clayton miêu tả khoa học đầu tiên năm 1987.